# Parque Estadual Terra Ronca

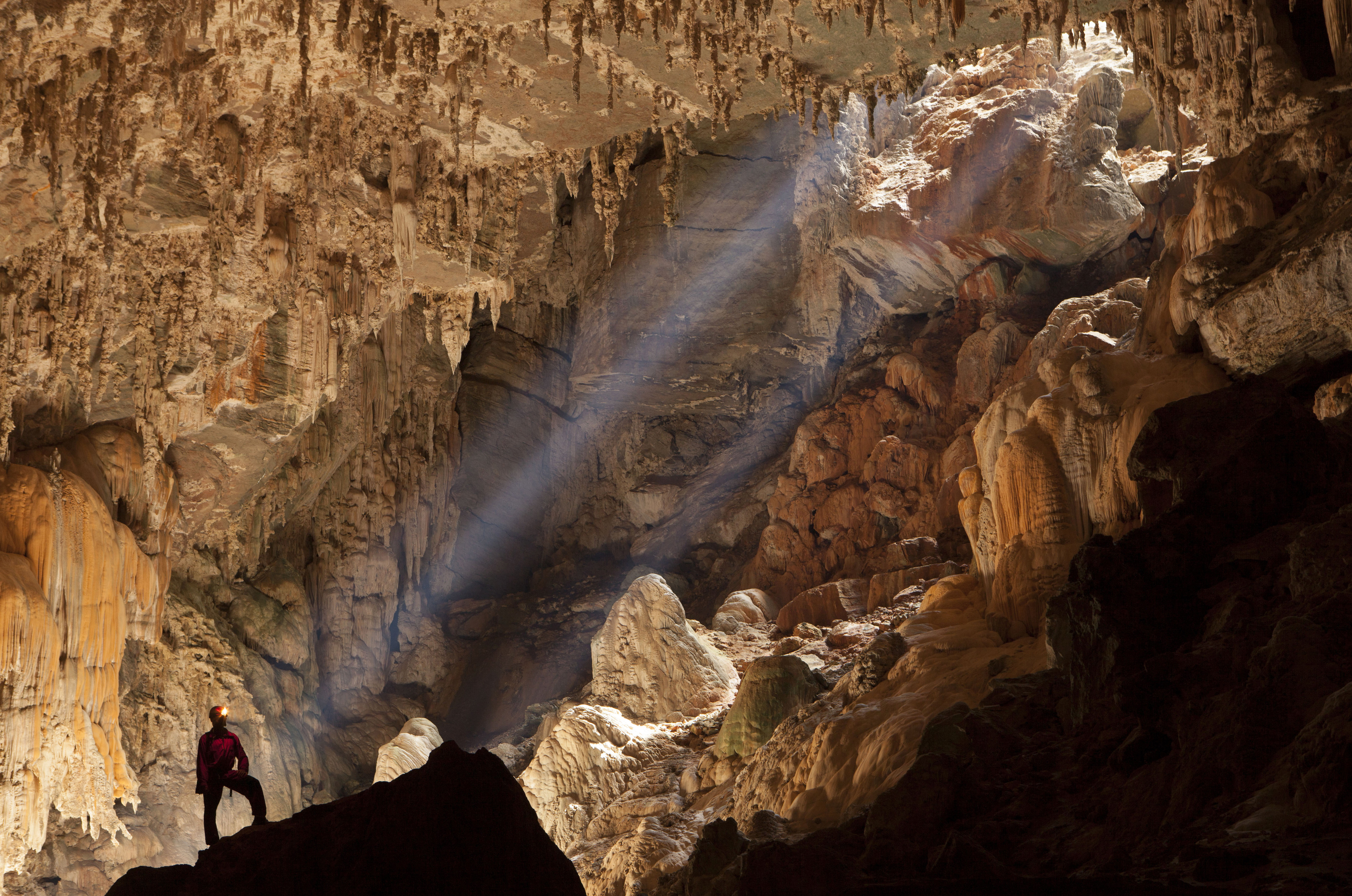
Caverna de Terra Ronca

O Parque Estadual de Terra Ronca, criado pela Lei 10.879, de 7 de julho de 1989, está localizado no município de São Domingos (Goiás), região nordeste do Estado de Goiás, região centro-oeste do Brasil. Possui uma área de, aproximadamente, 57.000 hectares.
O seu objetivo é preservar a fauna, a flora, os mananciais e, em particular, as áreas de ocorrências de cavidades naturais subterrâneas e seu entorno, protegendo sítios naturais de relevância ecológica e reconhecida importância turística, assegurando e proporcionando oportunidades controladas para uso público, educação e pesquisa científica, como o "Seu Ramiro", caverna com a maior boca natural do Brasil.